# Wappenfigur
Wappenfigur oder Wappenbild, kurz auch nur Figur genannt, ist ein Sammelbegriff für alle in der Heraldik auf dem Wappenschild angewandten Darstellungen.
Es wird im Wappenwesen zwischen der gemeinen Figur und dem Heroldsbild unterschieden. Die gemeinen Figuren verlaufen nicht in den Schildrand; in diesem Merkmal besteht der Unterschied zu den Heroldsbildern.
Gemeine Figuren sind etwa alle natürlichen Dinge aus dem Tier- und Pflanzenreich oder Himmelskörper. Die Sachen des täglichen Lebens, wie die aus dem Handwerk und der Kunst, des Ackerbaues, aber auch des Kriegswesens gehören hierher. Erdachte und erdichtete gemeine Figuren sind beispielsweise die Fabelwesen. Hier ist die Auswahl groß: Einhorn, Drache, Greif, Harpyie, um nur einige zu nennen. Die in moderner Zeit in Wappen gezeigten Buchstaben oder Wörter werden auch zu dieser Gruppe gezählt.
Die vielfältige Form der Kreuze nimmt eine Mittelstellung ein. Wenn diese mit allen vier Armen den Schildrand berühren, dann sind es Heroldsbilder. Ist mindestens ein Kreuzarm frei, ist es eine gemeine Figur.
Die gemeine Figur unterliegt einigen heraldischen Regeln: Die Figur richtet sich nach dem Feld, in dem sie steht, und füllt es nach Möglichkeit aus. Gemeine Figuren können auch als Teile (Kopf, Ober- oder Vorderteil, Kralle, Flügel) im Wappen dargestellt werden. Sie können mit anderen gemeinen Figuren belegt oder besät werden. Auch Kombinationen mit Heroldsbildern kommen vor.
Bei der Blasonierung sind die vielfältigsten Begriffe zur eindeutigen Ansage in Gebrauch. Sie ermöglichen einem guten Zeichner mit heraldischer Kenntnis, ein Wappen nach der Beschreibung zu erstellen.

## Beispiele

### Gemeine Figur

Griechisches Kreuz im Wappen der Schweiz
Sachsenross im Wappen Niedersachsens
Berliner Bär im Wappen Berlins
Bundesadler im Bundeswappen Deutschlands

### Heroldsfigur

Sankt-Georgs-Kreuz im Wappen Mailands
Ein blauer Balken im Wappen des Kantons Zug
Landsberger Pfähle im Wappen der Mark Landsberg
Sankt-Georgs-Kreuz, blauer Wellenbalken und roter Rautensparren im Wappen des Kreises Paderborn